# Anton Brugmans
Anton Brugmans, latinizzato come Antonius Brugmannus (Hantum, 22 ottobre 1732 – Groninga, 27 aprile 1789), è stato un fisico olandese, che propose una teoria del magnetismo a due fluidi.
Fece esperimenti di magnetismo mettendo oggetti sull'acqua o sul mercurio, usando la tensione superficiale per farli galleggiare e magneti per spostarli. Scoprì il diamagnetismo del bismuto.

## Biografia
Antonius Brugmans nacque nel 1732 nel villaggio frisone di Hantum, figlio del predicatore Pibo Brugmans (1697-1767) e di Petronella Wiersma (1694-1777). Già nel 1746 aveva completato la scuola di latino a Dokkum, propedeutica per iniziare gli studi teologici a Franeker all'età di 14 anni. Ottenne il dottorato a 18 anni e seguì il suo insegnante Johann Samuel König a L'Aia nel 1749. Dopo la partenza di Petrus Camper da Franeker, Brugmans divenne professore di filosofia. Nel 1767 accettò la cattedra di matematica e fisica all'Università di Groninga. Nel 1770 divenne Magnifico Rettore dell'Università. Nel 1771 gli succedette Gerardus Kuypers.
Brugmans fu anche membro della società Pro Excolendo Jure Patrio. Nel 1771 divenne membro della Hollandse Maatschappij der Wetenschappen. I suoi contributi più importanti furono sul magnetismo.
Morì a Groninga nel 1789 a causa di un sarcoma.

## Opere

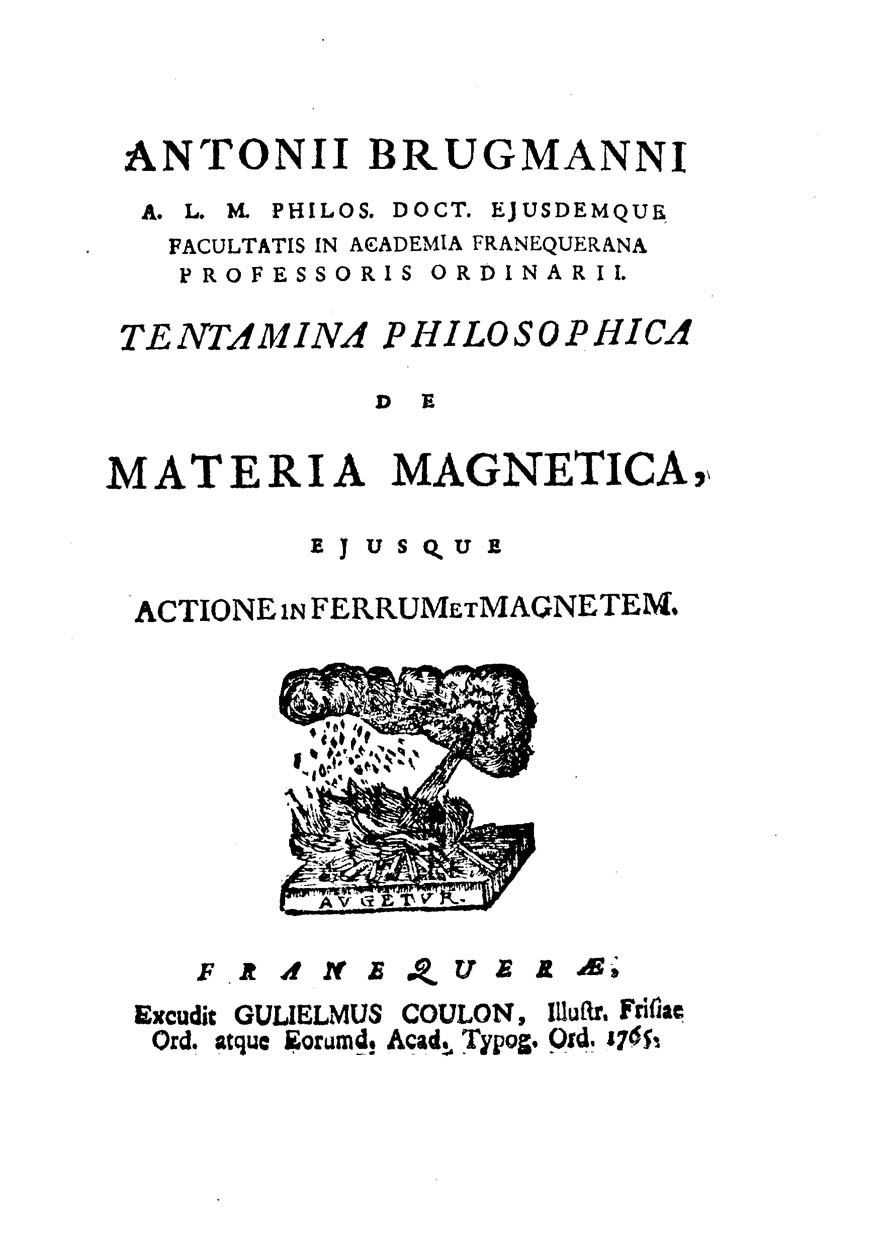
Tentamina philosophica de materia magnetica eiusque actione in ferrum et magnetem, 1765

- (LA) De Essentiarum idearumque absoluta necessitate, Franeker 1748.
- (LA) Dissertatio de Phaenomeno, Franeker 1749.
- (LA) Proeve over de waare grondwetten der beweging en ruste, Leida 1753.
- (LA) De Sensu communi matheseos et philosophiae matre, Franeker 1756.
- (LA) Oratio de sensu communie, matheseos et Philosophiae matre, Franeker 1761.
- (LA) Tentamina philosophica de materia magnetica eiusque actione in ferrum et magnetem, Franeker, Willem Coulon, 1765.
- (LA) de Proferendis physices pomoeriis, Groningen 1767.
- (LA) de Incognitis Dei perfectionibus, Franeker 1767.
- (LA) Schediasma quo demonstratur corpora perfecte dura cum principio continuitatis non consistere, 1767.
- (LA) Sermo publicus de monumentis variarum mutationum, quas Belgii foederati solum aliquando passum fuit, 1771.
- (LA) Magnetismus sive de affinitatibus magneticis observationes academicae, Leida 1778.